# Canadair CL-89
El CL-89, conegut també com a Midge de l'anglès mosquit o per la designació de l'OTAN AN/USD-501, és un vehicle aeri no tripulat de reconeixement per a l'artilleria desenvolupat per l'empresa Canadair durant la dècada dels 60.
El CL-89 va ser un dels primers drons de reconeixement moderns i va ser el primer sistema reutilitzable d'aquest tipus que l'OTAN va triar, rebent la designació oficial AN/USD-501. A partir de la seva entrada en servei, l'any 1972, se'n fabricarien unes 500 unitats fins a l'any 1983 que s'usarien a les forces armades d'Alemanya, França, Itàlia i el Regne Unit. Durant la Guerra del Golf el Regne Unit i França els farien servir en una dotzena de missions amb èxit.
Posteriorment seria millorat amb el CL-289, que modernitzaria gran part dels sistemes de navegació i propulsió. Aquesta nova versió la faria servir la IFOR entre 1996 i 2005, realitzant més de 1.500 sortides, durant la Guerra dels Balcans.

## Antecedents
Tot i que el Regne Unit era pioner en el desenvolupament de vehicles aeris no tripulats, a finals de la dècada dels 50 una sèrie de retallades en defensa va aturar-ne la investigació. En aquest punt, la majoria de països ja disposaven de drons per fer pràctiques de punteria, però pocs tenien UAVs de reconeixement. Un dels països que va aprofitar per continuar-ne el desenvolupament va ser el Canadà, on l'empresa Canadair també fabricava drons per fer de blanc per a míssils.
Per localitzar objectius pels míssils MGR-1 Honest John rere les línies enemigues, les Forces Armades Canadenques i l'Exèrcit britànic, volien un nou dron de reconeixement. El juny de 1963 els dos estats van acordar de pagar a Canadair perquè desenvolupés un dron de reconeixement per a l'artilleria, anomenat CL-89 Midge.

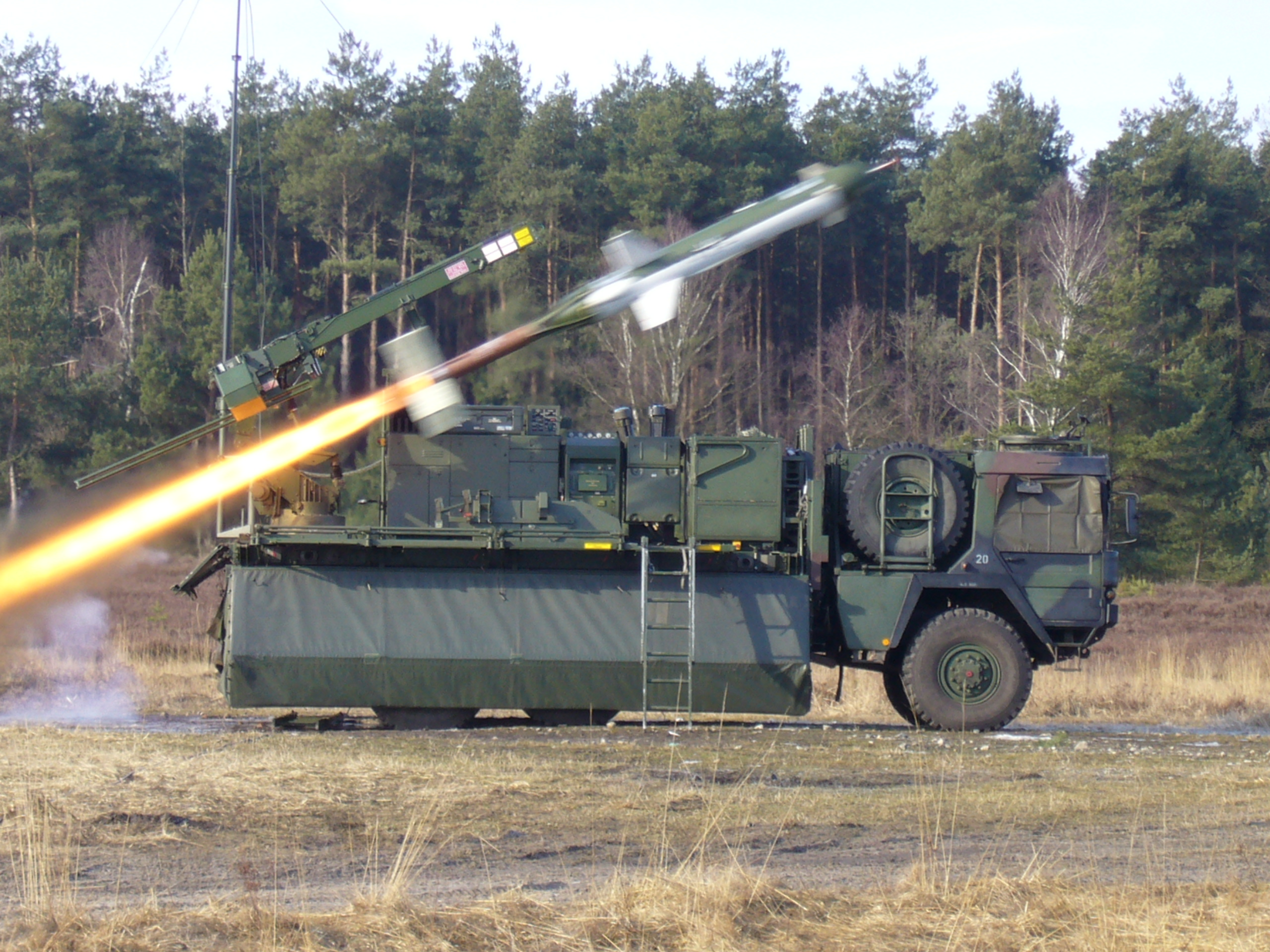
El successor del CL-89, el CL-289, també s'enlairava mitjançant un sistema RATO.

Les dimensions del vehicle eren petites, anava equipat amb un jet i portava un escàner d'infrarojos per captar fotografies de dia o de nit. El CL-89 sobrevolava un traçat preprogramat i retornava a la base fent servir una radiobalisa, desplegant un paracaigudes per aterrar. El primer vol de prova es va dur a terme el març de 1964, però el desenvolupament es va retardar perquè l'exèrcit britànic es volia assegurar que el disseny tant resistent com fos possible, per evitar els problemes típics d'altres UAVs de l'època, que eren molt fràgils.
Alemanya, Itàlia i França també s'unirien el programa i el primer model final es va entregar al Bundeswehr el 1972 sota la designació de l'OTAN AN/USD-501. A partir d'aleshores la Canadair fabricaria un total d'aproximadament 500 drones Midge.

## Característiques
El vol del CL-89 estava totalment programat, per això era invulnerable al soroll o les possibles interferències electròniques enemigues. Els oficials de llançament utilitzaven un programador per inserir els paràmetres: distància, recorregut, alçada, voltes i recuperació de la informació.
Per preparar el llançament es tardaven uns 40 minuts i es realitzava ràpidament mitjançant un sistema RATO. Durant el vol, el controlador comparava les dades emmagatzemades amb la informació de l'equip a bord per assegurar-se que seguia la ruta preprogramada, solia durar uns 8 minuts. La recuperació del dron es feia amb un sistema de homing a bord, que el dirigia cap a una ràdiobalisa establerta per l'equip encarregat de controlar el vol.
El programa només permetia establir quatre canvis de direcció i feia reconeixement a dues àrees. El vehicle, de mitjana, podia realitzar unes 20 missions abans de malmetre's i després de cada missió s'havia de rehabilitar, tasca que durava unes 5-6 hores.

### Aeronau
Tot i tenir l'aparença d'un míssil, el CL-89 volava amb els mateixos principis que un avió. Al darrere del cos de l'aeronau hi havia quatre grans ales per sustentar-lo i equilibrar-lo i també hi havia petits estabilitzadors al frontal. El llançament es feia des d'uns raïls muntats sobre camions, amb l'assistència d'un coet, que després es desprenia quan s'aconseguia la velocitat de creuer. A partir d'aleshores un petit turbojet s'encarregava de propulsar el CL-89.
Per aterrar es desplegava un paracaigudes i alhora s'emplenaven uns coixins d'aire, que amortien la caiguda.

### Càrrega útil
La càrrega útil del sistema és una càmera ZEISS, que permet fer tres fotos simultàniament: una de vertical i tres d'obliqües, que proporcionen una cobertura igual a sis vegades l'alçada de vol. La seqüència de fotografia la determina el programador. De nit, les fotos es fan amb rodets foto-flaix.
La interpretació de les imatges va variar durant el temps que va estar en servei el CL-89, reduint-se el temps necessari per analitzar-se les imatges. Les operacions per fer ús de les fotografies incloïen el desenrotllament de les pel·lícules, el tiratge, l'engrandiment dels films, la interpretació i l'ús de les fotografies.
El tractament dels negatius durava uns 10 minuts i la interpretació primària necessitava d'uns 20 minuts de mitjana (tot i que també depenia de factors ambientals o externs). Així, en condicions ideals es tardava uns 40 minuts entre la presa de la foto i l'entrega a l'alt comandament de la informació, tot i que per una anàlisi més acurada es tardava una hora. El temps de processat era relativament elevat, però durant la guerra freda les capacitats de sigil·li que proporcionava el CL-89 compensaven aquesta debilitat.

## Variants
Tot i que la producció va ser relativament reduïda, es van desenvolupar diferents variants del CL-89 que havien de millorar el sistema o permetre que es fes servir en d'altres condicions. Finalment cap es va acabar de dur a terme.

### CL-89N
El CL-89N era una versió desenvolupada a finals de la dècada dels 60 per a ús naval. Imitava els míssils antivaixell soviètics. Les proves de vol es van dur a terme a Sardenya l'any 1971 demostrant que el CL-89 es podia llançar des de la costa i, després de realitzar la missió, es podia recuperar del mar. A causa que havia de recuperar-se de l'aigua, generalment el sistema quedava inutilitzable.

### CL-89R
Aquesta versió, que afegeix una R de range, simplement investigava una possible ampliació de l'abast del CL-89. Va ser eventualment desestimat a favor de la modernització CL-289.

### CL-89 / CL-91 Dynatrac i operacions navals
Aquest estudi proposava altres sistemes de llançament juntament amb el Canadair CL-91 Dynatrac, un vehicle amb tracció per erugues. El CL-91 originalment estava destinat a l'Exèrcit dels Estats Units d'Amèrica, com l'XM-571 era capaç de travessar qualsevol tipus de terreny.
Es podien fer servir diferents tipus de tràiler, un model disposava de fins a tres drons llestos per volar i una llançadora principal. També es va determinar que el sistema podia ser adaptat a fer-se servir com a blanc per a fer simulacions de míssils de creuer.
Un desenvolupament addicional va constatar el potencial del dron per fer-se servir de blanc en operacions navals. Es va fer una proposta de muntar dos CL-89N en un petit transport, una llanxa ràpida militar, però finalment el sistema no va prosperar.

## Successor
Tot i que el Midge va demostrar ser un vehicle aeri no tripulat durador, el Bundeswehr trobava que l'abast del CL-89 era inadequat per algunes missions. El 1976, Alemanya va fer una inversió per desenvolupar-ne una nova versió amb l'abast incrementat, anomenat CL-289, alhora que se'n milloraven alguns sistemes.
Tot i això, també es va optar per dissenyar nous sistemes: el Rheinmetall KZO, amb sistemes més moderns a Alemanya, el Ferranti Phoenix al Regne Unit...